# Avenue de l'Atlantique
Pour les articles homonymes, voir Atlantique (homonymie).
L'avenue de l'Atlantique (en néerlandais : Atlantische Oceaanlaan) est une avenue bruxelloise de la commune de Woluwe-Saint-Pierre qui va du square de Corée au parvis des Franciscains.

## Situation et accès
La numérotation des habitations va de 3 à 115 pour le côté impair et de 12 à 128 pour le côté pair.